# Kimberly Jones
Kimberly (Kim) Jones (Columbus, 28 september 1957) is een voormalig tennisspeelster uit de Verenigde Staten. Jones speelt rechtshandig. Zij was actief in het proftennis van 1979 tot in 1987. Vanaf december 1982 speelde zij onder haar getrouwde naam Kimberly Shaefer.

## Loopbaan

### Enkelspel
Jones debuteerde in 1979 op het Avon Futures-toernooi van Austin (VS). Zij won enkele maanden later haar eerste titel, op het toernooi van Newport Beach, waar zij landgenote Ann Henricksson in de finale versloeg. In 1983 won Jones (inmiddels Shaefer genaamd) haar tweede enkelspeltitel, op het WTA-toernooi US Indoor in Hartford, waar zij op weg naar de finale drie top-25 speelsters uitschakelde, en in de finale zegevierde over de West-Duitse Sylvia Hanika (WTA-5).
Haar beste resultaat op de grandslamtoernooien is het bereiken van de derde ronde, op het US Open 1983. Haar hoogste notering op de WTA-ranglijst is de 25e plaats, die zij bereikte in maart 1984.

### Dubbelspel
Jones was in het dubbelspel minder actief dan in het enkelspel. Zij debuteerde in 1980 en bereikte dat jaar tweemaal een dubbelspelfinale, eenmaal in februari in Toronto (samen met landgenote Lea Antonoplis) en andermaal in juni in Beckenham (samen met landgenote Lindsay Morse). Daarna deed zij relatief weinig aan dubbelspel. Haar beste resultaat op de grandslamtoernooien is het bereiken van de kwartfinale, op het Australian Open 1984, samen met landgenote Mary-Lou Piatek.

#### Gemengd dubbelspel
Haar enige resultaat van betekenis is het bereiken van de halve finale op het US Open 1983, samen met de Australiër Syd Ball.

### Naast en na de actieve loopbaan
Bron:

In 1984 en 1985 was Jones-Shaefer vicepresident van de WTA – zij zat er vier jaar in de raad van bestuur. In 1987 stopte zij met actief tennissen om moeder te worden, waarna zij tennislessen ging geven in Great Falls (Virginia) en aan de Langley High School in McLean (Virginia). Zij kreeg in totaal drie kinderen. In 2000 verhuisde Jones naar Cincinnati, waar zij tennislerares werd aan de Queen City Racquet Club. Daarnaast was zij hoofdcoach aan de Mt. Notre Dame High School (2001) en aan de Walnut Hills High School (2002). In de periode 2003–2008 was Jones hoofdtenniscoach aan de University of Cincinnati.

## Palmares
| Legenda                |
| ---------------------- |
| Grandslamtoernooi      |
| Olympische Spelen      |
| Year-End Championships |
| Tier I                 |
| Tier II                |
| Tier III               |
| Tier IV & V            |

### WTA-finaleplaatsen enkelspel
| nr.              | finale     | toernooi          | ondergrond | tegenstandster  | score    |
| ---------------- | ---------- | ----------------- | ---------- | --------------- | -------- |
| gewonnen finales |            |                   |            |                 |          |
| 1.               | 1979-03-25 | WTA Newport Beach |            | Ann Henricksson | 6-4, 6-1 |
| 2.               | 1983-10-02 | WTA Hartford      | tapijt (i) | Sylvia Hanika   | 6-4, 6-3 |
| verloren finales |            |                   |            |                 |          |
| 1.               | 1983-07-17 | WTA Newport (VS)  | gras       | Alycia Moulton  | 3-6, 2-6 |

### WTA-finaleplaatsen vrouwendubbelspel
| nr.              | finale     | toernooi      | ondergrond    | partner        | tegenstandsters                  | score         |
| ---------------- | ---------- | ------------- | ------------- | -------------- | -------------------------------- | ------------- |
| gewonnen finales |            |               |               |                |                                  |               |
| geen             |            |               |               |                |                                  |               |
| verloren finales |            |               |               |                |                                  |               |
| 1.               | 1980-02-17 | WTA Toronto   | hardcourt (i) | Lea Antonoplis | Marjorie Blackwood Pam Whytcross | 6-3, 6-7, 3-6 |
| 2.               | 1980-06-07 | WTA Beckenham | gras          | Lindsay Morse  | Andrea Buchanan Diane Desfor     | 7-6, 4-6, 2-6 |

## Resultaten grandslamtoernooien
| Legenda | Legenda                          |
| ------- | -------------------------------- |
| g.t.    | geen toernooi gehouden           |
| l.c.    | lagere categorie                 |
| –       | niet deelgenomen                 |
| G       | uitgeschakeld in de groepsfase   |
| 1R      | uitgeschakeld in de eerste ronde |
| 2R      | uitgeschakeld in de tweede ronde |
| 3R      | uitgeschakeld in de derde ronde  |
| 4R      | uitgeschakeld in de vierde ronde |
| KF      | uitgeschakeld in de kwartfinale  |
| HF      | uitgeschakeld in de halve finale |
| F       | de finale verloren               |
| W       | het toernooi gewonnen            |
| w-v     | winst/verlies-balans             |

### Enkelspel
| toernooi        | 1980 | 1981 | 1982 | 1983 | 1984 | 1985 | 1986 |
| --------------- | ---- | ---- | ---- | ---- | ---- | ---- | ---- |
| Australian Open | –    | –    | –    | 1R   | 1R   | –    | g.t. |
| Roland Garros   | 1R   | 2R   | –    | –    | 1R   | –    | –    |
| Wimbledon       | –    | 1R   | 2R   | 1R   | 1R   | 1R   | –    |
| US Open         | 2R   | 2R   | 1R   | 3R   | 2R   | 1R   | 1R   |

### Vrouwendubbelspel
| toernooi        | 1980 | 1981 | 1982 | 1983 | 1984 | 1985 |
| --------------- | ---- | ---- | ---- | ---- | ---- | ---- |
| Australian Open | –    | –    | –    | 1R   | KF   | –    |
| Roland Garros   | 2R   | 1R   | –    | –    | 2R   | –    |
| Wimbledon       | 3R   | 1R   | 3R   | 2R   | 1R   | 1R   |
| US Open         | 2R   | 2R   | 1R   | 2R   | 2R   | 1R   |

### Gemengd dubbelspel
| toernooi        | 1980 | 1981 | 1982 | 1983 | 1984 | 1985 |
| --------------- | ---- | ---- | ---- | ---- | ---- | ---- |
| Australian Open | –    | –    | –    | –    | –    | –    |
| Roland Garros   | 1R   | –    | 1R   | –    | 1R   | –    |
| Wimbledon       | –    | 1R   | –    | –    | 1R   | –    |
| US Open         | 1R   | –    | –    | HF   | –    | 1R   |